# Giorgio Agosti
Giorgio Agosti (Torino, 17 ottobre 1910 – Torino, 20 maggio 1992) è stato un magistrato, partigiano, antifascista e dirigente pubblico italiano.
(Norberto Bobbio, Aetatis suae, Cadmo, Firenze, 1999)

## Biografia

### Infanzia e formazione
Giorgio Agosti nacque nel 1910 da Mario Agosti, medico e consulente specializzato in traumatologia, e Cristina Garosci, studiosa di letteratura francese e traduttrice dal polacco per numerose case editrici come Rizzoli, Fabbri ed Einaudi,e in particolare "Slavia". Frequentò il Liceo classico Massimo d'Azeglio a Torino, animato da alcuni autorevoli insegnanti che influenzarono la formazione politica dei loro studenti, tra cui Umberto Cosmo, Zino Zini, Augusto Monti, e tra i più giovani supplenti, Franco Antonicelli. Al liceo d'Azeglio in quel periodo si trovarono unite alcune di quelle che diventeranno tra le più rilevanti figure intellettuali del nostro paese; Agosti infatti fu compagno di classe di Norberto Bobbio e Leone Ginzburg e negli stessi anni frequentarono la scuola, tra gli altri, Vittorio Foa, Giulio Einaudi, Massimo Mila e Gian Carlo Pajetta. Agosti conseguì il diploma nell'autunno del 1927. Successivamente si iscrisse alla facoltà di giurisprudenza presso l'Università degli Studi di Torino dove insegnavano prestigiosi docenti come Gioele Solari e Francesco Ruffini, noti per il loro antifascismo. Lì incontrò i fratelli Alessandro e Carlo Galante Garrone, con i quali restò in contatto per i successivi sessantacinque anni. Tramite Sandro, conobbe anche Dante Livio Bianco, con cui ci fu subito intesa, ma la conoscenza si approfondì solo nei mesi che precedettero l'entrata dell'Italia in guerra.. Nel 1930 si recò insieme alla madre in Polonia per il suo primo viaggio di studio. Egli fin da bambino imparò ad amare la Polonia grazie agli insegnamenti della madre e fu considerata da lui sempre come la sua "patria spirituale". Si laureò insieme a Sandro il 12 luglio 1931 e nell'autunno iniziarono insieme il servizio militare, dopo il quale iniziò l'attività di magistrato, prima a Vercelli e poi stabilmente a Torino dal 1938.

### Antifascismo e magistratura
Tramite il cugino Aldo Garosci, Agosti venne in contatto con il gruppo di Giustizia e Libertà, per cui si impegnò a diffondere la stampa clandestina tra Parigi e Torino fin dal 1932. Quando l'Italia entrò in guerra, Agosti era giudice al Tribunale di Torino. Durante i primi anni del conflitto, Agosti si spostò continuamente, per non abbandonare il suo lavoro di magistrato, tra Torino e Torre Pellice, ospitato da Mario Alberto Rollier, con cui Agosti instaurò un forte legame grazie a Maria Luisa Castellani(detta Nini), divenuta sua moglie nel 1941. Nel 1943 a Torre Pellice nacque il primo figlio Aldo. Nel 1947 nacque la seconda figlia, Paola.
Agosti prese parte alla Resistenza italiana, di cui divenne esponente di spicco, opponendosi in ogni modo all'occupazione nazifascista, sia militarmente che civilmente.
Nel 1942, Giorgio Agosti fu tra i fondatori a Torino del Partito d'Azione. 
Successivamente all'8 settembre 1943, la casa di Ada Gobetti divenne il ritrovo di alcuni esponenti di spicco del Partito d'Azione Ernesto Rossi, Leone Ginzburg, Vittorio Foa, Franco Venturi e dello stesso Agosti. Trasferirono in seguito il luogo delle loro riunioni a Torre Pellice, cui si aggiunsero Mario Andreis, Gian Luigi Banfi e Paolo Diena.
In questo periodo egli diresse la Resistenza in Piemonte, sfuggendo ai tentativi di arresto e svolse un'importante opera di organizzazione delle formazioni.
Tra il 14 marzo 1944 e l'8 giugno 1945 fu Commissario Politico del comando regionale Giustizia e Libertà, in principio con Duccio Galimberti, poi dopo l'uccisione di Duccio, con Dante Livio Bianco, e mantenne questo incarico fino alla Liberazione. 
Testimonianza di questa profonda amicizia e proficua collaborazione tra montagna e città furono le numerose lettere inviate.

### Attività culturale e politica nel dopoguerra
Giorgio Agosti venne nominato dal CLN piemontese questore di Torino il 28 Aprile 1945, incarico che mantenne fino al 28 febbraio 1948, quando, ultimo rimasto tra i questori "politici", rassegnò le dimissioni per dedicarsi a un'intensa opera di organizzazione politico-culturale, diretta a promuovere la memoria e la storia della Resistenza. "Il meglio della nostra generazione se n'è andata sottoterra", scrisse a Carlo Dionisotti nel 1964, pensando a tutti coloro che erano caduti nella lotta partigiana. Il dovere della memoria si trasformò in un imperativo morale, alla cui luce devono essere lette tutte le iniziative culturali di cui Agosti fu promotore e sostenitore negli anni successivi. 
Sebbene restio a prendere parte alla politica attiva, mantenne sempre una viva attenzione a tutto ciò che, sul piano politico e culturale, si muoveva nell'area laico-socialista.
Nel 1947 è tra i fondatori dell'Istituto storico della Resistenza a Torino. Nello stesso anno costituisce insieme ad altri l'Associazione GL, adoperandosi per la pubblicazione del periodico "Resistenza, nato come bollettino dell'associazione e uscito fino al 1970. Con altri azionisti torinesi, inoltre, collabora attivamente all'esperienza culturale e politica de "Il Ponte" di Pietro Calamandrei, impegnandosi per la continuazione della rivista dopo la morte di quest'ultimo avvenuta nel 1956.
Collaboratore della casa editrice Einaudi, per la quale realizza varie traduzioni, Agosti si dedica anche agli studi storici. Con Franco Venturi cura nel 1954 la pubblicazione del diario partigiano di Dante Livio Bianco, morto l'anno precedente e al quale Agosti era legato da una profonda amicizia rinsaldata dalla Resistenza. Negli anni successivi, Con Alessandro Galante Garrone (amico di Agosti, come il fratello Carlo, sin dalla giovinezza), cura l'edizione dell'epistolario e del diario di Pietro Calamandrei e la pubblicazione di parte degli scritti di Gaetano Salvemini.
Abbandonata la toga accettò di andare a lavorare alla Società Idroelettrica Piemonte (SIP) inizialmente come capo del servizio legale e poi come segretario generale. Qui cercò di avviare un'importante opera di protezione sociale per i lavoratori, istituendo scuole materne e ambulatori, e riuscì a creare nuovi spazi di aggregazione culturale.

### Dagli Anni Sessanta alla morte
La nazionalizzazione dell'energia elettrica venne sancita nel dicembre del 1962 e segnò una tappa storica verso la modernizzazione del paese, che mise a dura prova il ruolo Agosti in SIP e alcuni suoi rapporti politici come quelli con Riccardo Lombardi e Ugo La Malfa. Dal 1963 al 1973, Agosti assunse la carica di vicedirettore del compartimento di Torino (Piemonte-Liguria-Valle d'Aosta) dell'ENEL. Per molti anni, in rappresentanza dell'ENEL, è stato componente del Comitato amministratore del Fondo pensioni per i dipendenti dell'ENEL e delle Aziende elettriche private presso l'INPS centrale. 
Per Agosti la vicenda dell'ENEL evidenziava tutti i limiti della democrazia italiana nella gestione economica delle sue aziende pubbliche: dalla difficoltà a sfruttare le risorse del territorio nazionale, fino alla propensione a preferire la fedeltà incondizionata alle capacità imprenditoriali del singolo. Dal 1961 ricoprì la carica di vicepresidente del Centro Studi Piero Gobetti.Nel 1972 venne nominato presidente del Museo nazionale del Risorgimento e nel 1974, alla morte di Franco Antonicelli, divenne presidente dell'Istituto storico della Resistenza in Piemonte, che dal 2004 è a lui intitolato. Agosti si distinse soprattutto nell'attività politico-culturale per la città di Torino che, nel 1976, gli conferì la cittadinanza onoraria; in particolare si adoperò per tenere viva e operante l'eredità morale e civile della Resistenza e dell'antifascismo.  Morì a Torino il 20 maggio 1992.